# Michael Czerny
Michael F. Czerny, né le 18 juillet 1946 à Brno, en Tchécoslovaquie, est un cardinal canadien, issu des Jésuites, qui, en Amérique latine, en Afrique et à Rome, a promu la justice sociale. Nommé sous-secrétaire de la Section des migrants et des réfugiés du dicastère pour le service du développement humain intégral en 2017, il est  créé cardinal le 5 octobre 2019, après avoir été consacré archevêque la veille seulement. Le 1er janvier 2022, le pape François le nomme préfet ad interim du Dicastère pour le service du développement humain intégral. Il devient préfet de ce même dicastère le 23 avril suivant.

## Biographie
Originaire de Tchécoslovaquie, Michael Czerny, né le 18 juillet 1946, émigre au Canada où il grandit, et obtient son diplôme de fin d'études secondaires à l'école secondaire Loyola de Montréal en 1963. Il rejoint ensuite l'ordre des jésuites.
Le 9 juin 1973, il fut ordonné prêtre pour la province des jésuites du Canada. Il a obtenu son doctorat en études interdisciplinaires de l'Université de Chicago en 1978.
En 1979, il a fondé le Forum jésuite pour la foi et la justice sociales à Toronto, dont il a été directeur jusqu'en 1989. Il est ensuite envoyé au Salvador à la suite de l'assassinat en 1989 de jésuites de ce pays. Il y devient en 1991 le vice-recteur de l'Université d'Amérique centrale à San Salvador et directeur de son Institut des droits de l'homme.
De 1992 à 2002, Michael Czerny a été membre du secrétariat à la justice sociale et à l'écologie de la curie générale des jésuites à Rome.
Il part ensuite pour l'Afrique, où il fonde le réseau jésuite africain sur le sida (l'African Jesuit AIDS Network (AJAN)).
De 2005 à 2010, il a enseigné au Hekima University College de Nairobi.
En 2009, il participe au synode des évêques sur l'Afrique. Il fait valoir que les préservatifs sont inefficaces pour prévenir la propagation du VIH dans la population générale africaine, malgré leur succès « hors de l'Afrique et parmi des sous-groupes identifiables (par exemple, les prostituées, les homosexuels) ».
De 2010 à 2016, il a travaillé au conseil pontifical « Justice et paix » en tant que consultant auprès du cardinal Peter Turkson.
Le 14 décembre 2016, le pape François l'a nommé sous-secrétaire de la section des migrants et des réfugiés du dicastère pour le service du développement humain intégral, avec Fabio Baggio, à compter du 1er janvier 2017. Il a déclaré que la migration était « l'un des plus importants et des plus urgents phénomènes humains de notre époque », ajoutant : « Il n’y a guère d’endroit sur la planète qui ne soit pas touché par ce phénomène ».
En 2016, il a chargé Timothy Schmalz de créer la sculpture Angels Unawares qui représente un bateau transportant des migrants et des réfugiés portant des vêtements qui les identifient avec une variété de cultures et de périodes. Il a été inauguré sur la place Saint-Pierre au Vatican en 2019.
En octobre 2018, le pape François l'a nommé membre votant du synode des évêques sur la jeunesse, la foi et le discernement vocationnel. Il indique que la rhétorique utilisée pour décrire la migration et les mouvements de réfugiés était trompeuse. Il a déclaré : « Ce n'est pas une crise. C'est une série de mauvaise gestion, de mauvaises politiques et de manipulations égoïstes. Les chiffres dont nous parlons, même sur une échelle globale, ne sont pas bons du tout ».
Le 4 mai 2019, le pape François l'a choisi comme l'un des deux secrétaires spéciaux du synode des évêques d'octobre 2019 pour la région pan-amazonienne où REPAM jouerait un rôle important.
Il est créé cardinal lors du consistoire du 5 octobre 2019, au cours duquel il fait sensation en arborant une croix pectorale en bois, issue d'une embarcation de migrants de Lampedusa. Le 19 janvier 2020, le cardinal Czerny a pris possession de la diaconie de San Michele Arcangelo, à Pietralata, Rome. Son blason est composé d'un champ vert évoquant l'encyclique du pape François Laudato si'.
La veille, soit le 4 octobre, le pape François l'avait consacré archevêque titulaire de Beneventum (de) (à ne pas confondre avec l'archidiocèse de Bénévent).
Czerny est nommé membre de la Congrégation pour l'Evangélisation des Peuples le 21 février 2020.
Czerny est nommé membre du Conseil Pontifical pour le Dialogue Interreligieux le 8 juillet 2020.
Czerny est nommé membre du Jury de la Zayed Award for Human Fraternity en juin 2021.
Le 1er janvier 2022, le pape François le nomme préfet ad interim du Dicastère pour le service du développement humain intégral. Le 23 avril 2022, son statut ad interim a été supprimé et il a été nommé Préfet pour un mandat de cinq années.
À la suite de l’invasion russe de l’Ukraine, en mars 2022, le cardinal Michael Czerny a été envoyé en Ukraine par le pape François avec des aides humanitaires, ainsi que l’aumônier pontifical, le cardinal Konrad Krajewski. Cette mission, qui impliquait plusieurs séjours,, fut considérée comme un geste très inhabituel de la part de la diplomatie du Vatican.
Il participe au conclave de 2025 qui voit l'élection de Léon XIV.

## Livres
- Michael Czerny, Jamie Swift et Robert Ganton Clarke, Getting Started on Social Analysis in Canada, Between The Lines, 1994 (lire en ligne)
- Michael Czerny et Bénézet Bujo, Aids in Africa : Theological Reflections, Paulines Publications Africa, 2007, 128 p. (ISBN 978-9966-081-87-2, lire en ligne)
- Michael Czerny et Christian Barone, Fraternità segno dei tempi. Il magistero sociale di Papa Francesco, Libreria Editrice Vaticana, 2021 (ISBN 978-88-266- 0663-7, lire en ligne)
- Michael Czerny et Christian Barone, La fraternité signe des temps. Au cœur de la pensée du Pape François, Paris, Artège, 2024, 300 p. (ISBN 979-10-336-1496-8)